# Цибуленки
Цибуленки (укр. Цибуленки) — село,
Засульский сельский совет,
Недригайловский район,
Сумская область,
Украина.
Код КОАТУУ — 5923581312. Население по переписи 2001 года составляло 104 человека .

## Географическое положение
Село Цибуленки находится на правом берегу реки Сула,
выше по течению на расстоянии в 1 км расположено село Коренево,
ниже по течению на расстоянии в 1 км расположено село Засулье,
на противоположном берегу — сёла Вакулки, Луки и Вехово.
К селу примыкает лесной массив (дуб).